# 1950년 브리티시 엠파이어 게임
1950년 브리티시 엠파이어 게임 (1950 British Empire Games)은 오늘날 코먼웰스 게임의 전신인 '브리티시 엠파이어 게임'의 네번째 대회로, 1950년 2월 4일부터 11일까지 뉴질랜드 오클랜드에서 열렸다.

## 개최
이전 대회인 1938년 브리티시 엠파이어 게임에 이어 1942년 제4회 대회가 캐나다 몬트리올에서 개최될 예정이었으나 제2차 세계 대전으로 중단, 12년 만에 치러진 대회이다. 당시 대회를 기록한 다큐멘터리 영화를 뉴질랜드 국립영화제작소 (National Film Unit)에서 제작하였다.
대회 주경기장은 오클랜드의 이든 파크로 정해졌으나 폐막식은 웨스턴 스프링스 스타디움 (Western Springs Stadium)에서 거행되었다. 이곳은 사이클 경기장으로도 활용되었다. 이밖에도 오클랜드 시청 (복싱, 레슬링), 드릴 홀 (펜싱), 카라피로호 (조정), 뉴마켓 올림픽 수영장 (수영) 등이 경기장으로 쓰였다. 선수촌은 오클랜드 남부에서 37km 떨어진 지점에 위치한 아드모어 치터스 트레이닝 칼리지 (Ardmore Teachers' Training College)을 활용하였다. 총 관람객수는 246,694명으로 집계되었으며, 이는 이후 세 대회 관객규모 (1954년 159,636명, 1958년 178,621명, 1962년 224,987명)를 상회한 기록이었다.

## 경기 종목
- 수상  (자세히)
  -  다이빙 (자세히)
  -  수영 (자세히)
  -  수구 (자세히)
- 육상 (자세히)
- 복싱 (자세히)
- 사이클 (자세히)
- 론볼 (자세히)
- 역도 (자세히)
- 조정 (자세히)
- 레슬링 (자세히)
- 펜싱 (자세히)

## 참가국

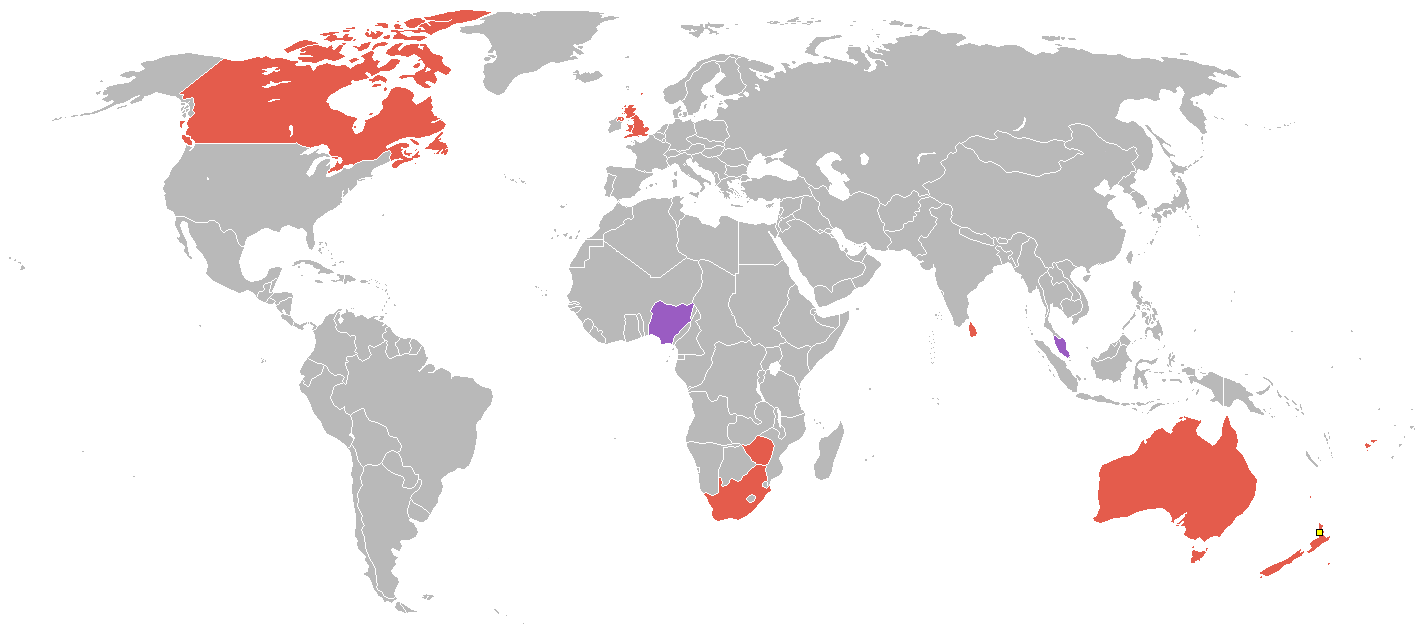
참가국 지도 (보라색은 첫 참가)

제4회 브리티시 엠파이어 게임에는 총 12개 국가가 참가했다.
- 오스트레일리아
- 캐나다
- 실론
- 잉글랜드
- 피지
- 말라야 연방
- 뉴질랜드
- 나이지리아
- 스코틀랜드
- 남아프리카 공화국
- 남로디지아
- 웨일스

## 메달 순
*   개최국 ( 뉴질랜드)
| 순위        | 나라                                                                                 | 금 | 은 | 동 | 합계 |
| ----------- | ------------------------------------------------------------------------------------ | -- | -- | -- | ---- |
| 1           | 오스트레일리아 (AUS)                                                                 | 34 | 27 | 19 | 80   |
| 2           | 잉글랜드 (ENG)                                                                       | 19 | 16 | 13 | 48   |
| 3           | 뉴질랜드 (NZL)*                                                                      | 10 | 22 | 21 | 53   |
| 4           | 캐나다 (CAN)                                                                         | 8  | 9  | 13 | 30   |
| 5           | 남아프리카 연방‏‎ (SAF)                                                                | 8  | 4  | 8  | 20   |
| 6           | 스코틀랜드 (SCO)                                                                     | 5  | 3  | 2  | 10   |
| 7           | 말라야 연방 (말라야) (MAL)                                                           | 2  | 1  | 1  | 4    |
| 8           | 피지 (FIJ)                                                                           | 1  | 2  | 2  | 5    |
| 9           | 스리랑카 (CEY)                                                                       | 1  | 2  | 1  | 4    |
| 10          | [[파일:{{{국기그림-1914}}}\|22x20px\|border \|alt=나이지리아의 기]] 나이지리아 (NGR) | 0  | 1  | 0  | 1    |
| 10          | 남로디지아 (SRH)                                                                     | 0  | 1  | 0  | 1    |
| 10          | 웨일스 (WAL)                                                                         | 0  | 1  | 0  | 1    |
| 합계 (12개) | 합계 (12개)                                                                          | 88 | 89 | 80 | 257  |